# Copa de la Coronación
La Coupe du Couronnement (en espagnol : « Copa de la Coronación ») officiellement Concours Madrid de Foot-ball Association (en espagnol : « Concurso Madrid de Foot-ball Association », est une compétition à élimination directe de football espagnole, disputé en mai 1902 à Madrid, en commémoration du couronnement du roi Alphonse XIII. Ce fut la première compétition au niveau national célébrée en Espagne, mais non officielle.
Le tournoi nait en 1903 de la volonté de Carlos Padrós, président du Real Madrid, d'honorer le couronnement du nouveau souverain du Royaume, le jeune Alphonse XIII en faisant se confronter les meilleures équipes de football du pays. Lui va réunit quatre autres équipes : le FC Barcelone, le Club Vizcaya (fusion de l'Athletic Club et du Bilbao FC), le Club Español de Foot-ball et le New FC de Madrid.
Cette coupe à cinq est considérée à tort comme la première édition de la Coupe d'Espagne, et comme la première rencontre non officielle entre les deux géants espagnols, le « Barça » et le « Real ». Le FC Barcelone l'emporte 3-1 mais le Club Vizcaya gagne la finale 2-1.
Les "Lions" de Bilbao se reconnaissent comme les premiers vainqueurs de la Coupe du Roi, même si officiellement la fédération royale espagnole de football ne reconnaît pas la Copa de la Coronación, qu'elle n'a pas organisée comme la première coupe officielle. C’était une compétition organisée par le Real Madrid.

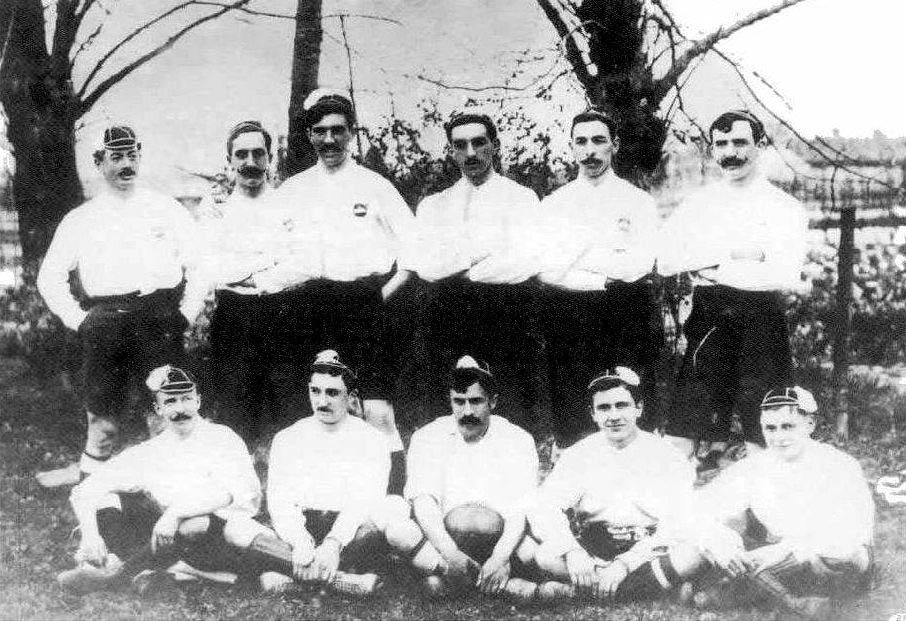
Équipe du Club Vizcaya champion en 1902.

## Quarts-de-finale
|              | 13 mai 1902 |                           |
| ------------ | ----------- | ------------------------- |
| Club Vizcaya | 5 - 1       | Club Español de Foot-ball |

## Demi-finales
|              | 13-14 mai 1902 |                  |
| ------------ | -------------- | ---------------- |
| FC Barcelone | 3 - 1          | Madrid CF        |
| Club Vizcaya | 8 - 1          | New FC de Madrid |

## Finale
|              | 15 mai 1902 |              |
| ------------ | ----------- | ------------ |
| Club Vizcaya | 2 - 1       | FC Barcelone |

| Vainqueur Copa del Rey 1902 |
| --------------------------- |
| Club Vizcaya 1er titre      |

### Coupe du runner-upCopa Gran Peña
Le 16 mai est organisé un trophée pour décider du runner-up nommé Copa Gran Peña pour les équipes qui n'avaient pas atteint le titre. Comme le New FC de Madrid et Barcelone refusent d'y participer, c'est donc Madrid CF face au Club Español de Foot-ball directement pour la finale.
|           | 16 mai 1902 |                           |
| --------- | ----------- | ------------------------- |
| Madrid CF | 3 - 2       | Club Español de Foot-ball |